# Thorictus sulcicollis
Thorictus sulcicollis is een keversoort uit de familie spektorren (Dermestidae). De wetenschappelijke naam van de soort werd in 1868 gepubliceerd door Perez Arc.